# Ribautia difficilis
Ribautia difficilis är en mångfotingart som beskrevs av Pereira, Minelli och Paolo Barbieri 1995. Ribautia difficilis ingår i släktet Ribautia och familjen storjordkrypare. Inga underarter finns listade i Catalogue of Life.